# Wieża zegarowa Nusretiye
Wieża zegarowa Nusretiye – wieża zegarowa zbudowana w 1848 roku w Tophane, w dzielnicy Stambułu Beyoğlu.

## Historia
Budowę wieży zegarowej Nusretiye zakończono w drugiej połowie XIX wieku. Została ona umieszczona przed koszarami Tophane, niedaleko meczetu Nusretiye zbudowanego przez Mahmuda II i od niego wzięła swoją nazwę. Po I wojnie światowej budynki nieużytkowane zaczęły niszczeć. Dlatego w 1950 roku większość z nich została wyburzona. Wieża zegarowa przetrwała, ale została przeniesiona na teren składów celnych, gdzie dzisiaj można ją tam odnaleźć. Budowę wieży ukończono w 1848 roku i jest to najstarsza wieża zegarowa w Stambule. Została zamówiona przez sułtana Abdülmecida I (1823–1861) po jego podróży do Europy, a jej projektantem w stylu neoklasycystycznym był prawdopodobnie Garabet Amir Balyan. Wysoka na 15 metrów, trzypiętrowa wieża nad wejściem ma tughrę sułtana Abdülmecida I. Oryginalny zegar i tarcze zegara są w złym stanie.
Kwadratowa podstawa ma na poziomie gruntu szerokość 4,35 metra i zwęża się stopniowo. Trzy gzymsy dzielą ją na cztery piętra. Na parterze w czterech rogach zostały umieszczone kolumny, a na ostatnim piętrze cztery tarcze zegarowe. Obecnie (2018) wieża pełni rolę magazynu i jest w bardzo złym stanie.